# Carl Dahlhaus
Carl Dahlhaus (Hannover, 10 de junio de 1928 - Berlín, 13 de marzo de 1989) fue un importante musicólogo alemán.

## Breve biografía
En 1947, Carl Dahlhaus comienza sus estudios de musicología, estudios que realizará en las universidades alemanas de Göttingen y Freiburg, consiguiendo el doctorado en la primera de ellas en 1953. En Göttingen fue director del Gran Teatro Alemán de la ciudad (1950 - 1958). También fue editor del diario alemán Stuttgarter Zeitung entre 1960 y 1962. En los años posteriores impartió clases en el Instituto Nacional de Investigación Musical, en la universidad de Kiel y en varias universidades alemanas como la Universidad Técnica de Berlín o la de Princeton, siendo nombrado vicepresidente de la Sociedad de Musicología en 1968. 

## Aportaciones a la musicología
Sus estudios y escritos abarcan una gran amplitud de temas. Destacan sus estudios sobre el Renacimiento (en particular la figura de Josquin des Prés) aunque también escribió numerosos estudios analíticos e interpretativos sobre la música moderna y contemporánea. Enriqueció el método de estudio de la musicología haciendo que incluyese la teoría histórica, la estética, la teoría musical y el análisis musical a la vez que reflexiona sobre los problemas de la disciplina y escribe manuales al respecto. Sus novedosas ideas sobre la historia de la música concebían que, como las demás artes, la música también participa en las ideas de la época en que se lleva a cabo. Desde esta perspectiva intentará sintetizar y plantear nuevas maneras de escribir historia, que quieren superar la mera recolección positivista de datos, marcando claramente la crisis del positivismo. Escribió 25 libros y publicó más de 400 artículos. Dio un gran impulso a la investigación sobre la música del siglo XIX, concretamente a la obra de Richard Wagner, sobre quien escribió numerosos libros.
Según lo que señala Fubini:

La tesis de Dahlhaus aspira, pues, a demostrar que entre la investigación histórica y la estética no hay ninguna incompatibilidad, si bien se da siempre una permeabilidad recíproca entre los dos campos de investigación. Efectivamente, en la constitución de un objeto histórico está siempre presente un elemento estético, de la misma manera que en todo objeto estético y, específicamente, en toda obra musical está presente al mismo tiempo un objeto histórico.

## Obras más relevantes del autor
- Dahlhaus, Carl: Musikästhetik (La Estética de la Música), Cologne, Hans Gerig, 1967.

- Dahlhaus, Carl: Grundlagen der Musikgeschichte (Fundamentos de la historia de la música), Cologne, Hans Gerig, 1977.

- Dahlhaus, Carl: Die Idee der absoluten Musik (La idea de la Música Absoluta), Kassel, Bärenreiter-Verlag, 1978.

- Dahlhaus, Carl: Richard Wagners Musikdramen (Las óperas de Richard Wagner), Friedrich-Verlag, 1979.

- Dahlhaus, Carl: Die Musik des 19. Jahrhunderts (La Música del siglo XIX), Wiesbaden,Athenaion, 1980.
- Ruth Katz and Carl Dahlhaus (1987-1991): Contemplating Music (Sources in the aesthetic of music, selected, edited, annotated and introduced, with original translations, in four volumes), New York: Pendragon Press. Vol. I Substance (1987); Vol. II Import (1989); Vol. III Essence (1991); Vol. IV Community of Discourse (1991).